# Devashish Makhija
Devashish Makhija s un cineasta, guionista, artista gràfic, escriptor de ficció i poeta indi, més conegut per escriure i dirigir els llargmetratges Ajji, Oonga autor dels llibres infantils més venuts When Ali became Bajrangbali i Why Paploo was Perplexed, i una sèrie de 49 contes publicades com a l'antologia Forgetting de HarperCollins. També ha treballat a les pel·lícules Black Friday i Bunty Aur Babli.

## Primers anys
Nascut i criat a Park Circus, Devashish va passar els primers 24 anys de la seva vida a Kolkata. Va completar els seus estudis a Don Bosco High School i es va llicenciar en Economia al St. Xavier's College. Després d'un breu període de publicitat amb McCann Erickson i Mudra Kolkata després de la seva graduació, Devashish va arribar a Bombai per dedicar-se a la realització de cinema.

## Carrera
Devashish Makhija va començar la seva carrera a la indústria cinematogràfica índia com a investigador i assistent de direcció de la pel·lícula aclamada per la crítica el 2007 dirigida per Anurag Kashyap.
L'any següent, també va ser l'assistent de direcció en cap de Shaad Ali a la superproducció Bunty Aur Babli. Des d'aleshores, ha escrit nombrosos guions, en particular Bhoomi d'Avik Mukherjee l'any 2008 i el proper projecte de superherois d'Anurag Kashyap Doga. A més d'escriure la seva història, guió i diàleg, Devashish va fer el seu debut com a director de llargmetratges amb la molt apreciada pel·lícula hindi-oriya Oonga el 2013, protagonitzada per Nandita Das, Seema Biswas, Salim Kumar i Raju Singh (com Oonga). Oonga es va estrenar mundialment al Festival de Cinema Indi de Nova York el 3 de maig de 2013 i es va projectar a la secció de competició "India Gold" al 15è Festival de Cinema de Mumbai, al 13th Festival de Cinema Indi River to River. Florence i al Festival de Cinema Indi de Melbourne de 2014. Oonga també va formar part de la competició internacional al Festival Internacional de Cinema de Kerala el 2014.
Ha escrit i dirigit dos curtmetratges aclamats, Rahim Murge Pe Mat Ro, protagonitzat per Piyush Mishra com a veu de Rahim Murga el 2008, seguit de la pel·lícula El'ayichi el 2015, protagonitzada per Nimrat Kaur i Divyendu Sharma, que va ser escollit entre els 5 curtmetratges projectats en exclusiva a la 1a edició de la iniciativa 'Terribly Tiny Talkies'. També ha escrit i dirigit el curtmetratge Absent el 2015, protagonitzat per Vikas Kumar, que va ser produït per 'Pocket Films' i que va formar part de al selecció oficial al International Film Festival of South Asia (IFFSA), Toronto, Canada i Festival de Cinema Indi de Nova York
A més d'escriure i dirigir pel·lícules, també va debutar com a poeta gràfic el 2008 amb Occupying Silence, un llibre de versos gràfics. És autor de dels llibres infantils bestsellers de Tulika Publishers When Ali became Bajrangbali i Why Paploo was Perplexed. By Two, una història de crim noir escrita per ell, va aparèixer a l'omnibus Mumbai Noir que Akashic Books va publicar a 2012 com a part de la seva guardonada sèrie internacional Noir. A principis de 2015, HarperCollins va publicar una col·lecció de 49 contes escrits per Devashish a través d'una varietat de gèneres a l'aclamada antologia Forgetting.

## Ressenyes del seu treball
De By Two, Kankana Basu de The Hindu va dir "'By Two' de Devashish Makhija, on els destins dels germans bessons, Rahim i Rahman, ressonen amb la naturalesa paradoxal de la vida a la metròpoli plena de gent. El lloc únic de l'humil autorickshaw en l'esquema més gran de les coses no podria haver estat conduït cap a casa de manera més exquisida, com en aquesta història". Aditi Seshadri va escriure per DNA, "...les històries que destaquen són les que tenen la veu més autèntica (com) 'By Two' de Devashish Makhija, una història dura sobre dos conductors de rickshaw i què fan per sobreviure a Mumbai." Sobre la seva antologia Forgetting, una ressenya deia: "En fusionat amb tots els aspectes de l'emoció, grans i petits, aquest llibre és una completa obertura d'ulls que il·lumina la realitat de les vides humanes que de vegades tendim a ignorar." El seu debut com a poeta gràfic amb Occupying Silence fou celebrat com a "Valent i fresc", per citar Aparna Sen de l'Indian Express.
Entre les crítiques positives que va rebre el seu curtmetratge premiat Rahim Murge Pe Mat Ro, Kishore Budha del Wide Screen Journal va dir: "Rahim Murge Pe Mat Ro és un curt ràpid i enginyós amb una gran veu en off. I hi ha una missatge sobre el benestar animal en algun lloc allà dins. Una lliçó de realització de curtmetratges."

## Filmografia
| Pel·lícula            | Any  | Crèdits                          |
| --------------------- | ---- | -------------------------------- |
| Cheepatakadumpa       | 2021 | Curtmetratge guionista, director |
| Cycle                 | 2021 | Curtmetratge guionista, director |
| Bhonsle               | 2018 | guionista, director              |
| Ajji                  | 2017 | guionista, director              |
| Absent                | 2016 | Curtmetratge guionista, director |
| Taandav               | 2016 | Curtmetratge guionista, director |
| El'ayichi             | 2015 | Curtmetratge guionista, director |
| Oonga                 | 2013 | Director, guionista              |
| Rahim Murge Pe Mat Ro | 2010 | guionista, director              |
| Bhoomi                | 2009 | guionista                        |
| Black Friday          | 2004 | Asst. director, asst. Guionista  |
| Bunty Aur Babli       | 2005 | Director assistent               |